# Végfelhasználói licencszerződés
A végfelhasználói licencszerződés (angolul: end user license agreement, röviden EULA) egy szolgáltatás szerzői és használói közti kapcsolatot leíró szerződés.

## Jogi szerepe
A végfelhasználói licencszerződés nem szükséges dokumentum. Ez egy opcionális dokumentum, mely a felhasználónak egy szolgáltatás használatát korlátozza.
Ez egy egyoldalú szerződés. A felhasználó elfogadhatja vagy elutasíthatja, de nem tárgyalja meg tartalmukat a szerzővel.
Mint minden szerződés, a használat általános feltételei a felhasználót és a szerzőt a tartalmuk betartására kötelezi.

## Használatuk az interneten
A legtöbb webhely rendelkezik általános használati feltételekkel. Ezek tartalma meghatározza az oldal általános funkcióját, a használati módokat és a felhasználók által betartandó szabályokat.
Ez egy önálló ablakot vagy weblapot jelent, ahol a felhasználó a belépéssel vagy a részvétellel elfogadja a feltételeket. Az elfogadás gyakoribb, ahol egy négyzetet kell csupán bejelölni.

## Eltérések a kereskedelmi szerződésekhez képest
A végfelhasználói licencszerződések egy szolgáltatás felhasználását korlátozzák, a kereskedelmi szerződések kereskedelmi viszonyt korlátoznak.
Az interneten a végfelhasználói licencszerződéseket használhatják a kereskedelmi és a nem kereskedelmi webhelyek is, melyek célja a webhely használatának korlátozása. Ezek nem kötelezőek. Ezzel szemben a kereskedelmi szerződések csak kereskedelmi webhelyeken fontosak, melyek célja a kereskedelmi viszony korlátozása. Ezek jogi kötelezettségeket jelentenek minden kereskedelmi webhelyen.

## Helyzete

### Németország
Németországban a végfelhasználói licencszerződések csak akkor részei a szerződésnek, ha azok a szoftver eladója és vásárlója közt már a vásárláskor elfogadtatnak. Ez kötelezővé teszi a szerződéskötéskori tudomásulvételt. A vásárlónak csak a vásárlás után (például telepítéskor vagy a csomagolásban nyomtatott formában) tett licencszerződések nem érvényesek a vásárlóra. Ez akkor is érvényes, ha a vásárló telepítéskor az „Elfogadom a licencszerződést” vagy hasonló állításokba beleegyezik, ha a szoftver ellenkező esetben a telepítést megakadályozza (amit általában megtesz).
Még ha a licencfeltételek a vásárláskor egyeztetve vannak (például online vásárláskor megfelelő, jól látható jelzéssel, vagy a teljes feltételek csomagoláson való feltüntetésével), korlátozható az érvényességük. Ekkor általános kereskedelmi feltételekről van szó, melyek a tartalomkorlátozásnak a német polgári törvénykönyv AGB-szabályzásai révén kitettek.

### Ausztria
Az osztrák és a német jogrendszerek hasonlóságai miatt Ausztriában is hasonló a helyzet a németországihoz. Ez azt jelenti, hogy Ausztriában is a szerződéskötés előtt kell láthatóvá tenni a végfelhasználói licencszerződést.
Ha a későbbi felhasználó e licencet nem a szerződéskötés után kapja meg, a szerződés előtti magyarázati kötelezettségek megsértéséről van szó (latinul: culpa in contrahendo). Egy ilyen kötelezettségsértés esetén a szerződésben később bekövetkező változás, mint amilyen egy vásárlás után mutatott végfelhasználói licencszerződés, általában érvénytelen.

## Kritikák
A végfelhasználói licencszerződés kritikái közé tartozik a legtöbb felhasználó által nehezen érthető jogi szaknyelven, kis betűkkel írt szöveg. E szövegek általában nagyon hosszúak, és kevés ember olvassa végig. Sok kezdeményezés jött létre a felhasználó által elfogadott feltételek magyarázatát.

## Fordítás
- Ez a szócikk részben vagy egészben  a   Conditions générales d'utilisation című francia Wikipédia-szócikk ezen változatának fordításán alapul.  Az eredeti cikk szerkesztőit annak laptörténete sorolja fel. Ez a jelzés csupán a megfogalmazás eredetét és a szerzői jogokat jelzi, nem szolgál a cikkben szereplő információk forrásmegjelöléseként.
- Ez a szócikk részben vagy egészben  az   Endbenutzer-Lizenzvertrag című német Wikipédia-szócikk ezen változatának fordításán alapul.  Az eredeti cikk szerkesztőit annak laptörténete sorolja fel. Ez a jelzés csupán a megfogalmazás eredetét és a szerzői jogokat jelzi, nem szolgál a cikkben szereplő információk forrásmegjelöléseként.